# Perdiendo el este
Perdiendo el este es una película española de comedia dirigida por Paco Caballero y producida por Warner Bros España, Atresmedia Cine, Acosta Producciones y Aporte Producciones estrenada el 15 de febrero de 2019. Se trata de una secuela directa de Perdiendo el norte de 2015 y ambientada en la ciudad china de Hong Kong. El filme está protagonizado por los actores Javier Cámara, Fele Martínez, Carmen Machi, Malena Alterio, Julián López, Miki Esparbé y Leo Harlem y narra la historia de Braulio, un joven universitario que se muda de Berlín junto con sus amigos,  a la pujante Hong Kong para conseguir un puesto en la Universidad de Hong Kong donde con dificultades para hablar chino y con su tarjeta a punto de caducar, buscará la manera de quedarse en el país.

## Argumento
La película es una comedia que se desarrolla en China. El país exótico de cultura milenaria y que se ha convertido en un país moderno y pujante se ha convertido en una nueva gran ciudad donde todo es posible. Es por esto por lo que miles de jóvenes en el mundo deciden hacer sus maletas y poner rumbo hasta este país dispuestos a conquistar el Lejano Este. Braulio (Julián López) tras sus desventuras en Berlín, se muda a Hong Kong junto con Rafa (Miki Esparbé) y Hakan (Younes Bachir) en busca de nuevas oportunidades. Sin embargo, no es fácil triunfar en una tierra donde el idioma, la cultura y unas costumbres son muy distintas a las de Europa. Trata sobre las nuevas aventuras de una generación perdida en busca de la fortuna por el gran país asiático. Pero, en su búsqueda los tres integrantes se encontrarán más perdidos que nunca. Para Braulio su experiencia en China será un calvario hasta que de forma casual se cruce en su vida Xiao (Chacha Huang), una chica diferente y moderna con expectativas de futuro. Ambos se apoyarán mutuamente para alcanzar sus metas: la joven le usará para espantar a los pretendientes que le busca su padre, mientras él intentará casarse con ella para obtener la residencia. El amor les pillará por sorpresa y algo cambiará en sus vidas.

## Reparto
| Intérprete        | Personaje            |
| ----------------- | -------------------- |
| Julián López      | Braulio Huete Jimeno |
| Miki Esparbé      | Rafa                 |
| Javier Cámara     | Próspero Cifuentes   |
| Carmen Machi      | Benigna Marín        |
| Younes Bachir     | Hakan Akman          |
| Leo Harlem        | Emilio Huete         |
| Edu Soto          | Curro                |
| Silvia Alonso     | Raquel               |
| Malena Alterio    | Marisol              |
| Tom So            | Sr. Liu              |
| Chacha Huang      | Xiao                 |
| Marcos Zhang      | Ming                 |
| Malena Gutiérrez  | Vecina Milagros      |
| Fele Martínez     | Fonseca              |
| Mario Garcés      | Traumatólogo         |
| Gorka Aguinagalde |                      |

## Críticas
Jordi Costa  escritor y crítico cultural de El País afirma que el resultado de la fusión de la trama cómica y la romántica y del protagonismo de Julián López, sin embargo, el verdadero talón de Aquiles es el humor visual rodado con una desgana. En el diario El Mundo, Alberto Luchini cuenta que se trata de un clon de Perdiendo el norte donde la comicidad se basa en contrastes culturales y confusiones lingüísticas. Beatriz Martínez Sordo en El Periódico de Catalunya hace una dura crítica al cansancio de la fórmula anticuada desde el momento de su concepción, no reprocha nada al elenco de actores solo al argumento de la película. Carlos Marañón también critica la saga en Cinemanía quien centra la entrega en una falta de humor basado en el equívoco cultural y la chanza verbal quien lo compara con la película Fuga de cerebros a diferencia de con su original.